# یواس‌اس کلوونیال (ال‌اس‌دی-۱۸)
یواس‌اس کلوونیال (ال‌اس‌دی-۱۸) (به انگلیسی: USS Colonial (LSD-18)) یک کشتی بود که طول آن 457 ft 9 in (139.5 m) overall بود. این کشتی در سال ۱۹۴۵ ساخته شد.